# Phil Cohran
Kelan Phil Cohran, född 8 maj 1927 i Oxford i Mississippi, död 28 juni 2017 i Chicago, var en amerikansk jazzmusiker. Han är mest känd för att ha spelat trumpet i Sun Ra Arkestra och för att ha varit med och grundat Association for the Advancement of Creative Musicians (AACM) 1965.
I början på 1950-talet var Cohran trumpetare i band ledda av Jay McShann, och sen i ett band som tillhörde den amerikanska flottan. Han spelade i Sun Ra Arkestra mellan 1959 och 1961. 
Cohran uppfann ett instrument som han kallade rymdharpa eller frankiphone - en elektrifierad mbira eller kalimba. Instrumentet kan höras på en del av Sun Ras inspelningar. 
Blåssektionen i Hypnotic Brass Ensemble består av söner till Cohran.